# Roberto Rogel
Roberto Domingo Rogel (* 20. Juli 1944 in Mendoza), auch bekannt unter dem Spitznamen El Conejo (dt. Das Kaninchen), ist ein ehemaliger argentinischer Fußballspieler auf der Position eines Verteidigers und späterer Fußballtrainer. 

## Laufbahn

### Als Spieler
Rogel begann seine Profikarriere 1961 bei seinem Heimatverein Gimnasia y Esgrima de Mendoza und wechselte nach zwei Spielzeiten zum bekannteren Namensvetter Gimnasia y Esgrima La Plata, für den er bis 1967 tätig war und mehr als hundert Pflichtspiele absolvierte. 
Anfang 1968 wechselte Rogel zu den Boca Juniors, mit denen er in den Jahren 1969 und 1970 zweimal die argentinische Fußballmeisterschaft sowie einmal den Pokalwettbewerb gewann. 
Aufgrund eines Konfliktes mit dem damaligen und langjährigen Vereinspräsidenten der Boca Juniors, Alberto José Armando, verließ Rogel den Verein und wechselte nach Mexiko, wo er mit den UANL Tigres in der Saison 1975/76 den Pokalwettbewerb gewann. Unmittelbar nach diesem Triumph kehrte Rogel in seine Heimat zurück und spielte zunächst für Rosario Central, bevor er seine aktive Laufbahn 1977 beim Kolumbianischen Verein Deportivo Cali beendete.

### Als Trainer
1979 übernahm er beim CA San Lorenzo erstmals die Rolle des Cheftrainers und unterschrieb 1980 beim Quilmes AC, mit dem er 1982 Staffelsieger der Gruppe A wurde und Vereine wie den argentinischen Rekordmeister River Plate hinter sich ließ. In den anschließenden Play-offs setzte Quilmes sich im Viertelfinale gegen Unión de Santa Fe und im Halbfinale gegen Estudiantes de La Plata durch und unterlag erst in den Finalspielen gegen Ferro Carril Oeste.
In der Saison 1989/90 führte er den CA Lanús zur Vizemeisterschaft der Primera B Nacional und somit nach 13-jähriger Abstinenz zurück in die höchste Spielklasse. 

## Erfolge
- Argentinischer Meister: 1969 (Nacional) und 1970 (Nacional)
- Argentinischer Pokalsieger: 1969
- Mexikanischer Pokalsieger: 1976